# リリアン・エグロフ
リリアン・エグロフ（Lilian Egloff, 2002年8月20日 - ）は、ドイツ・バーデン＝ヴュルテンベルク州ハイルブロン出身のサッカー選手。ポジションはMF。

## クラブ経歴
2012年にVfBシュトゥットガルトのユースアカデミーに入団。2018-19シーズンにU-17チームに昇格。13試合11得点を記録したところでU-19に昇格。18試合5得点を記録した,翌2019-20シーズンは、U-19で14試合6ゴールを決めたところで2020年2月にトップチームに昇格。5日のDFBポカールのバイエル・レバークーゼン戦でプロデビューを果たすも、試合は1-2で敗退。更に22日の2部リーグのSSVヤーン・レーゲンスブルク戦でリーグ戦初出場。2019-20シーズンは2部リーグながらリーグ戦3試合で起用され、5月にはボルシア・メンヒェングラートバッハが、エグロフの獲得に興味を示していると報じられたが、8月20日に2024年6月まで契約を更新した。2024年5月18日、シュトゥットガルトとの契約満了により退団することが発表された。